# Kirill Jurjewitsch Lawrow

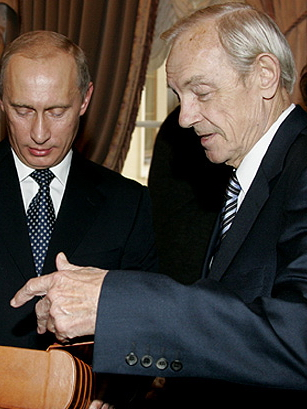
Putin und Lawrow, Oktober 2005

Kirill Jurjewitsch Lawrow (russisch Кирилл Юрьевич Лавров; * 15. September 1925 in Leningrad; † 27. April 2007 in Sankt Petersburg) war ein russischer Theater- und Filmschauspieler.

## Leben und Werk
Lawrow, Sprössling einer Schauspielerfamilie, entschied sich zunächst gegen eine künstlerische Laufbahn und strebte eine Karriere zur See an. Während des Zweiten Weltkriegs kam er mit dem Theater in Berührung, woraufhin er seine Leidenschaft für die Schauspielkunst entdeckte und beschloss dies als seinen Beruf auszuüben. Schon bald spielte er diverse Charakterrollen am Großen Leningrader Theater, aber auch in Film- und Fernsehproduktionen. Dabei legte er sich im Laufe seiner Karriere nicht auf ein bestimmtes Genre fest und spielte neben Komödien auch historische sowie zeitgenössische Rollen.
Bekanntheit erlangte er vor allem als Sinzow in den Literaturverfilmungen von Konstantin Simonow in Die Lebenden und die Toten (1964) und in Man wird nicht als Soldat geboren (1967), aber auch als Iwan Karamasow in der Fjodor-Dostojewski-Verfilmung Die Brüder Karamasow (1969). In jenem Film übernahm er nach dem Tod von Filmregisseur Iwan Pyrjew gemeinsam mit Michail Uljanow die Regie und beendete die international hoch dekorierte Literaturadaption. Als weiterer Höhepunkt seiner Filmarbeit gilt die Rolle des Baschkirzew in Bändigung des Feuers (1972), der ihm nicht nur nationale, sondern auch internationale Auszeichnungen einbrachte.

## Filmografie (Auswahl)
- 1958: In den Tagen des Oktober (В дни Октября)
- 1964: Die Lebenden und die Toten (Живые и мёртвые)
- 1965: Kreuzer Aurora (Залп Авроры)
- 1969: Man wird nicht als Soldat geboren (Возмездие)
- 1969: Tschaikowski (Чайковский)
- 1969: Die Brüder Karamasow (Братья Карамазовы)
- 1969: Neutrale Gewässer (Нейтральные воды)
- 1970: Ljubow Jarowaja (Любовь Яровая)
- 1971: Der Lauf der weißen Königin // Wettkampf in der weißen Spur (Ход белой королевы)
- 1972: Bändigung des Feuers (Укрощение огня)
- 1974: Ozean (Океан)
- 1974: Noch ist nicht Abend… (Ещё не вечер)
- 1976: Erzählung über das menschliche Herz // Solange ein Herz schlägt (Повесть о человеческом сердце)
- 1976: Vertrauen (Доверие)
- 1976: Rückkopplung (Обычный месяц)
- 1978: Liebeserklärung (Объяснение в любви)
- 1978: Drama auf der Jagd // Mein liebes zärtliches Tier (Мой ласковый и нежный зверь)
- 1978: Jaroslawna, Königin von Frankreich // Verheiratet nach Frankreich (Ярославна, королева Франции)
- 1979: Puteshestvie v drugoy gorod "(Путешествие в другой город)"
- 1981: 20. Dezember (Двадцатое декабря) als Lenin
- 1983: Magistral (Магистраль (фильм)) als Urzhumow
- 1983: Krumme Touren (Из жизни начальника уголовного розыска)
- 1983: Erwachen (Пробуждение)
- 1988: Chleb - imja suschtschestwitelnoje (Хлеб - имя существительное)
- 1988: Sperrzone (Запретная зона)
- 1989: Dubrowski (Благородный разбойник Владимир Дубровский)
- 2005: Der Meister und Margarita (Мастер и Маргарита) (Rolle des Pontius Pilatus)
- 2006: Leningrad

## Auszeichnungen (Auswahl)
- 1945: Medaille „Sieg über Deutschland“
- 1945: Medaille „Für den Sieg über Japan“
- 1970: Volkskünstler der Russischen SFSR (Народный артист РСФСР)
- 1972: Volkskünstler der UdSSR (Народный артист СССР)
- 1975: Orden des Roten Banners der Arbeit[1]
- 1978: Staatspreis der UdSSR[1]
- 1982: Leninpreis[1]
- 1985: Leninorden[1]
- 1995: Ehrenbürger von Sankt Petersburg (Почетный гражданин Санкт-Петербурга)
- 1995, 2000, 2005: Verdienstorden für das Vaterland
- 2003: Volkskünstler der Ukraine[2]

Am 24. Januar 2000 wurde der Name „Kirill Lawrow“ dem Kleinplaneten (6764) Kirillavrov zugewiesen.